# Лядорудз (Кольський повіт)
Лядорудз (пол. Ladorudz) — село в Польщі, у гміні Домб'є Кольського повіту Великопольського воєводства.
Населення — 146 осіб (2011).
У 1975-1998 роках село належало до Конінського воєводства.

## Демографія
Демографічна структура станом на 31 березня 2011 року:
|          | Загалом | Допрацездатний вік | Працездатний вік | Постпрацездатний вік |
| -------- | ------- | ------------------ | ---------------- | -------------------- |
| Чоловіки | 79      | 20                 | 50               | 9                    |
| Жінки    | 67      | 9                  | 39               | 19                   |
| Разом    | 146     | 29                 | 89               | 28                   |